# 九三学社甘肃省委员会
九三学社甘肃省委员会，简称九三甘肃省委、九三学社甘肃省委、甘肃九三学社，是九三学社在甘肃省的地方组织。